# Bundesstraße 89
Die Bundesstraße 89 (Abkürzung: B 89) ist eine deutsche Bundesstraße in Thüringen und zu einem kleinen Teil in Bayern. Sie verbindet im Süden des Landes die Bundesautobahn 71 bei Meiningen im Westen mit der Bundesstraße 85 bei Kronach im Osten, wobei die letzten Kilometer der Straße in Bayern liegen. Die B 89 ist 80 Kilometer lang und dient nach der Fertigstellung der Autobahnen A 71 und A 73 nur noch überwiegend dem lokalen Verkehr mit der Anbindung der Landkreise Hildburghausen und Sonneberg. Einziges größeres Ausbauprojekt war die Ortsumgehung Sonneberg, die 2010 in Betrieb genommen wurde, ferner wurden kleinere Baumaßnahmen durchgeführt oder befinden sich in Planung. 2008 wurde der westliche Beginn aus Meiningen zur A-71-Anschlussstelle Meiningen-Süd verlegt.

## Verlauf

### Meiningen – Eisfeld

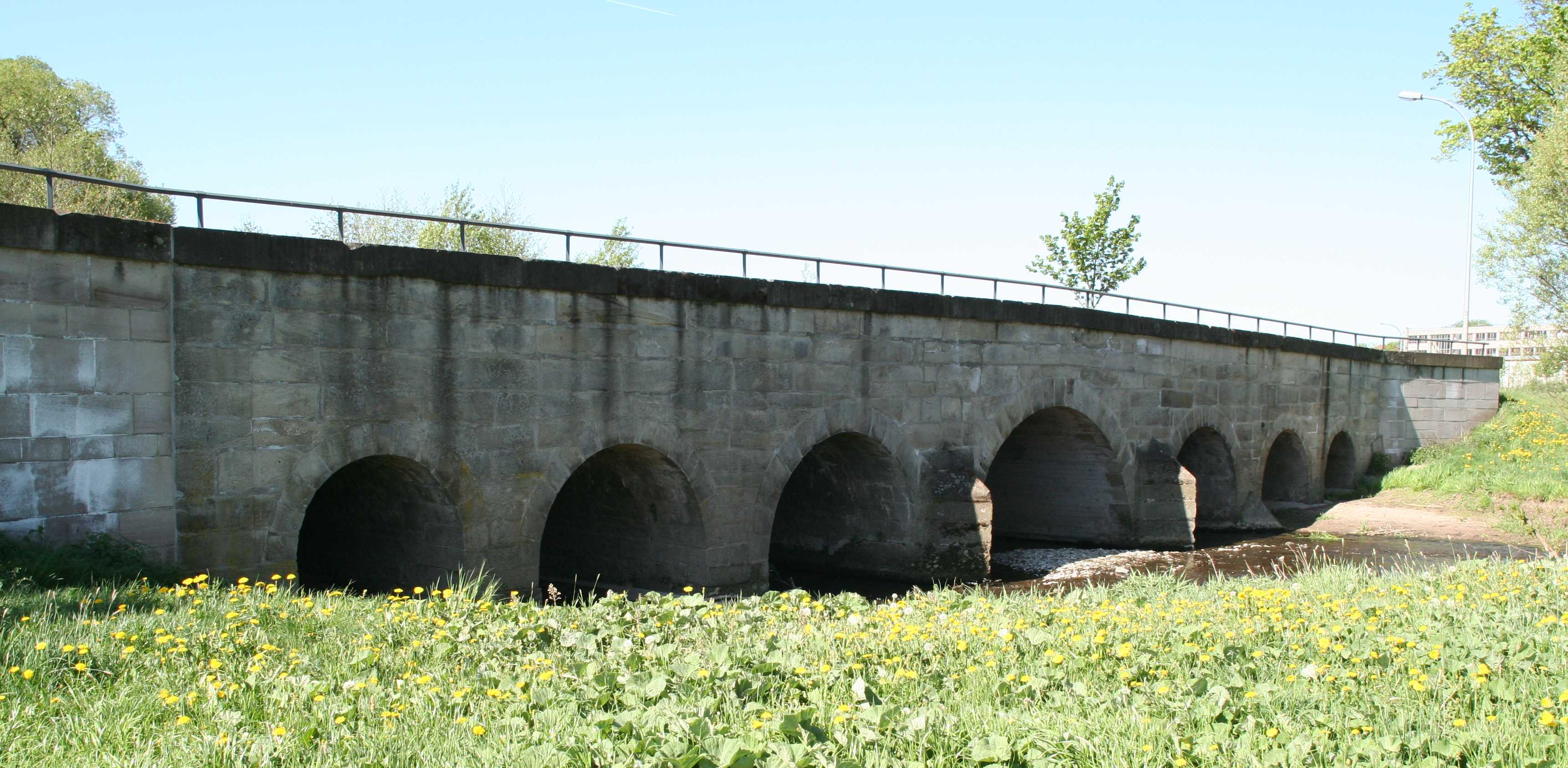
Werrabrücke Schackendorf

Die B 89 beginnt einige Kilometer südöstlich von Meiningen an der Bundesautobahn 71, Anschlussstelle Meiningen-Süd und führt in östlicher Richtung durch das Tal der Werra über Themar und zahlreiche Dörfer nach Hildburghausen. Dessen Ortsdurchfahrt ist über Einbahnstraßen geregelt: Während der Verkehr in östlicher Richtung südlich um die Altstadt herum führt, nutzt der Verkehr nach Westen den nördlichen Altstadtring. Diese städtebaulich unzufriedenstellende Situation soll durch den Bau einer Ortsumgehung beseitigt werden, die im weiteren Bedarf des Bundesverkehrswegeplans 2030 vorgesehen ist. Sie soll an der Coburger Straße beginnen und zunächst parallel zur Werrabahn nach Birkenfeld führen und anschließend über die Werra und nördlich um Heßberg herum. Auch der daran anschließende Bereich um Harras soll neu trassiert werden, parallel zur Werrabahn von Kloster Veilsdorf bis zum Bahnübergang hinter Harras. Anschließend wird Eisfeld erreicht, wo Anschluss zur Bundesautobahn 73 besteht.

### Eisfeld – Stockheim

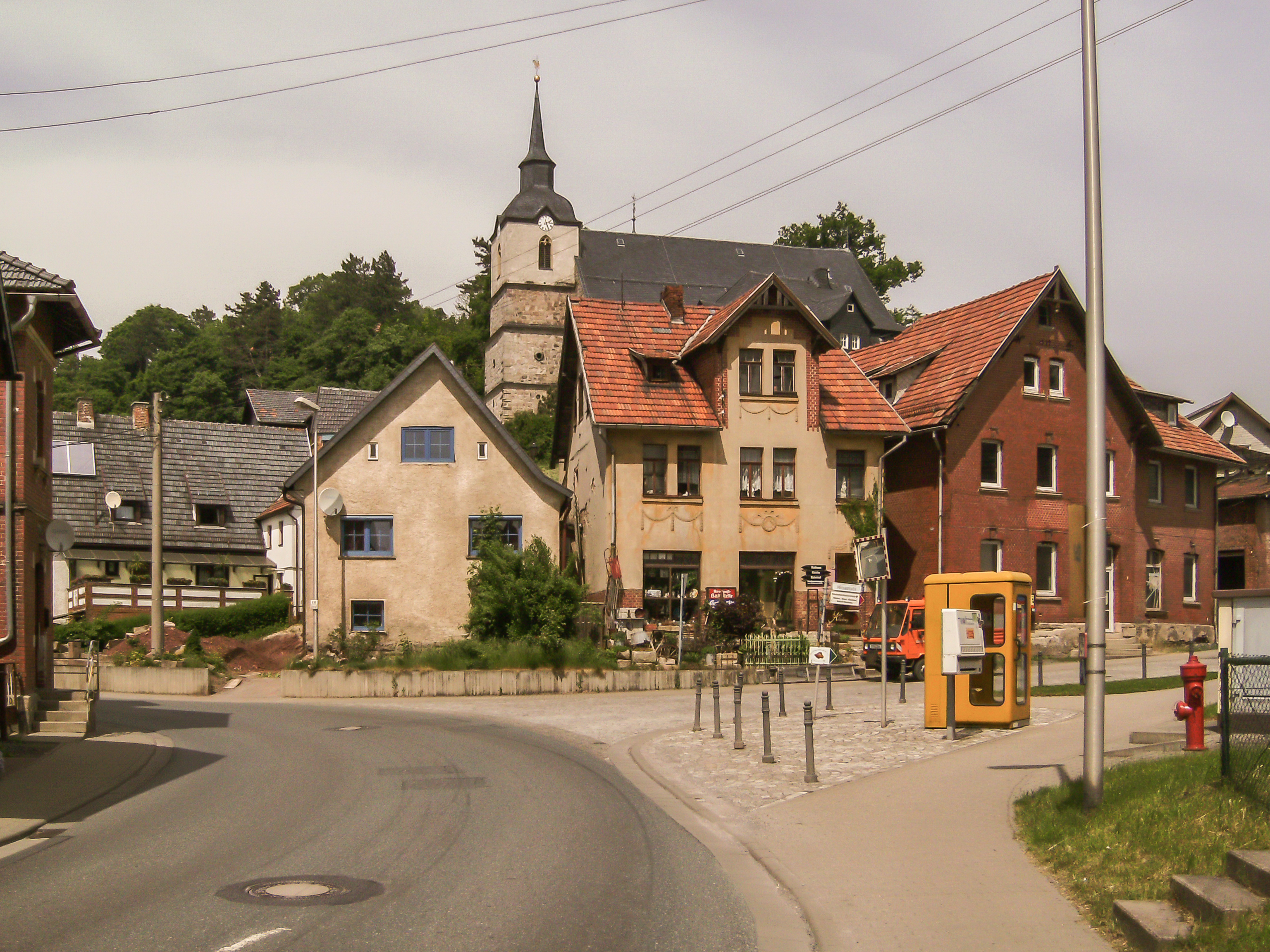
Ortsdurchfahrt Neuhaus-Schierschnitz

In Eisfeld verlässt die B 89 das Tal der Werra und führt über die Weser-Rhein-Wasserscheide hinab nach Bachfeld. Anschließend führt die Straße am Südrand des Thüringer Schiefergebirges entlang nach Sonneberg, das 2010 eine südliche Ortsumgehung erhielt. Vorher bestand hier – wie in Hildburghausen – eine Stadtdurchfahrt mit Einbahnstraßensystem. In der südlichen Kurve der Ortsumgehung wurde die neue Bundesstraße 4 nach Coburg angeschlossen, die die alte durch Neustadt bei Coburg führende Staatsstraße ersetzte und Sonneberg auf schnellem Wege mit der A 73 verbindet. In einem Kreisverkehr endet die Ortsumgehung an der alten Trasse der B 89. Langfristiges Ziel für diesen Bereich ist auch eine Verbesserung der Straßenverbindung nach Norden in Richtung Neuhaus am Rennweg und Saalfeld. Der letzte Abschnitt führt durch den Föritzgrund und Neuhaus-Schierschnitz nach Bayern, wo der Ort Burggrub bereits eine Ortsumgehung erhalten hat. Anschließend endet die B 89 im Haßlachtal an der Bundesstraße 85 (Saalfeld–Kronach) im Stockheimer Ortsteil Haßlach.